# Nicht nur eine Akte
Nicht nur eine Akte – Aus der Praxis der sozialistischen Rechtspflege war eine Reportage-Reihe beim Rundfunk der DDR, die auf Gerichtsberichten basierte und von Februar 1960 bis März 1990 zweiwöchentlich freitagabends um 21.30 Uhr auf Radio DDR I und in der Wiederholung sonnabends um 10.30 Uhr auf Radio DDR II ausgestrahlt wurde.

## Geschichte und Struktur
Initiator der Sendereihe war der Reporter Udo Krause. Die Redaktion Radio DDR-Hörbericht, der er angehörte, beabsichtigte Anfang der 60er-Jahre, mit stärker konfliktorientierten Reportagen ihre zweiwöchentliche Sendezeit hörbar spannender und interessanter zu gestalten. Gleichzeitig hatte man in den Jahren um 1960 begonnen, die Mittel und Methoden der Rechtspflege in der DDR zu verändern. Es wurden Strafen ohne Freiheitsentzug als eine selbstständige Strafart eingeführt. Die Konfliktkommissionen in den Belegschaften der DDR-Wirtschaft bekamen nun auch Aufgaben außerhalb des Arbeitsrechts. Dazu sollte die Sendereihe ein neues Problemverständnis entwickeln helfen.
Große Teile der Halbstunden-Sendungen wurden vom Originalton direkt aus dem Gerichtssaal bestimmt. Nicht nur der Aufruf der Strafsache, Besetzung der Kammer etc. wurden im Originalton wiedergegeben, sondern auch die Befragung der Angeklagten, die Aussagen von Zeugen, die Plädoyers der Staatsanwaltschaft und der Verteidigung.
Den Persönlichkeitsrechten wurde lediglich dahingehend Genüge getan, dass durch verkürzende Schnitte bei der Nennung der Angeklagten deren kompletter Familienname nicht 1:1 wiedergegeben wurde.
Auswahl, Schnitt der Originaltonpassagen aus dem Gerichtssaal und deren Kommentierung lag in den Händen des Reporters Udo Krause, und nach dessen frühen Tod im Jahr 1988 – er starb mit 56 Jahren – übernahm die Reihe Lothar Tautz.